# Uapaca bojeri
Uapaca bojeri  Baill., 1874 è un albero appartenente alla famiglia Phyllanthaceae,  endemico del Madagascar, ove è comunemente noto come tapia.
Molto diffusa sull'Altopiano Centrale, è la specie predominante nei boschi di sclerofille. Le foreste di tapia sono molto importanti dal punto di vista ecologico, per la varietà di fauna e flora da esse ospitata, oltre che dal punto di vista economico: costituiscono infatti una risorsa di primaria importanza per le popolazioni locali, fornendo frutti di tapia, legna da ardere, funghi, bachi da seta e selvaggina. Se lo sfruttamento locale è visto come sostenibile, è anche vero che le foreste di tapia sono andate incontro ad una progressiva diminuzione nel corso del tempo che le ha viste sostituite dalle praterie, e sono oggi ridotte a macchie isolate, che complessivamente coprono una superficie che si estende per 132 255 ettari al massimo.

## Etimologia
Il nome della specie deriva da Wenceslas Bojer, il quale ne aveva raccolto il typus.

## Descrizione
U. bojeri cresce generalmente fino a 3-5 m, anche se talvolta raggiunge i 10-12 m e possiede foglie alterne e sclerofille. La corteccia è spessa e solcata. La pianta è monoica e fiorisce tra Marzo e Settembre. I fiori maschili possiedono 5 stami ed altrettanti tepali e sono raggruppati in dense sfere con un involucro costituito da 7-8 brattee. Le infiorescenze femminili sono ridotte invece ad un singolo fiore con un ovario triloculare circondato da brattee. I frutti, conosciuti come voan'tapia sono drupe dal diametro di 2–3 cm, di colore verde o giallo, che diventa marrone con la maturazione. Il mesocarpo è dolce, appiccicoso e contenente tre semi

## Biologia
Secondo l'Atlante della vegetazione del Madagascar, U. bojeri è specie predominante e caratteristica delle foreste di tapia. La canopia in queste foreste è situata a 10-12m d'altezza e le altre specie presenti includono membri delle famiglie Anacardiaceae, Asteraceae, Asteropeiaceae, Rubiaceae, e Sarcolaenaceae. Il sottobosco è costituito da Ericacee cespugliose, piante erbacee e, spesso, liane. Le foreste di tapia in degrado hanno una canopia meno folta, con Sarcolaena oblongifolia e Pentachlaena latifolia come specie dominanti assieme a Uapaca bojeri.
U. bojeri è un albero simbionte, in grado di formare micorrize arbuscolari ed ectomicorrize. Alcuni funghi coinvolti nelle micorrize sono membri dei generi Afroboletus, Amanita, Boletus, Cantharellus, Gyroporus, Lactarius, Leccinum, Rubinoboletus, Russula, Scleroderma, Suillus, Tricholoma e Xerocomus. Tra di essi vi sono anche funghi commestibili come Cantharellus platyphyllus ssp. bojeriensis, rinvenibile solo sotto gli alberi di tapia. L'albero è in grado di emettere ricacci se tagliato e di generare polloni dalle radici, e sono questi i principali metodi per mezzo dei quali avviene la riproduzione, poiché i semi possiedono capacità di dispersione e di dormienza limitate.

## Distribuzione e habitat
U. bojeri è endemica dell'Altopiano Centrale del Madagascar, nell'ecoregione delle foreste subumide del Madagascar e cresce ad altitudini comprese tra i 500 e i 1800 m s.l.m. Le aree di diffusione principali sono l'area dell'Imamo, situata ad ovest della capitale Antananarivo, il Col des Tapia ("sella della tapia"), tra Antsirabe e Ambositra, il massiccio di Itremo, ed il Parco nazionale dell'Isalo.. Le foreste di tapia prediligono regioni in ombra pluviometrica, con terreni acidi di arenaria, quarzite e scisto.

## Usi
Gli alberi di tapia e le foreste da essi formati contribuiscono al sostentamento delle popolazioni locali. I frutti vengono raccolti solo una volta caduti, poiché vi è un tabù che ne vieta la raccolta direttamente dall'albero. I frutti vengono consumati localmente e commerciati. Le crisalidi del baco da seta della tapia, Borocera madascariensis vengono raccolti e impiegati nella produzione della seta, tradizionalmente utilizzata per i sudari funebri, anch'essa importante per i mercati locali. La legna della tapia viene anche impiegata come combustibile